# 토라사역
토라사역(카탈루냐어: Torrassa)은 바르셀로나 지하철의 역이다. 바르셀로나 도시권에 속하는 루스피탈레트데류브레가트 시에 위치해 있으며, 역명은 인근의 라토라사 지역에서 따왔다. 바르셀로나 지하철 1호선, 9호선, 10호선이 만나는 환승역이다.
루스피탈레트데류브레가트 시의 카탈루냐 대로 (Avinguda Catalunya)에서 달메리아 로 (Carrer d'Almeria)와 로살리아 데 카스트로 로 (carrer de Rosalía de Castro)가 만나는 교차로 지점에 위치해 있다. 출입구는 토렌트 고르날 대로와 달메리아 로에 하나씩 나 있으며, 지하 대합실로 연결된다. 그 아래층에는 96m 길이의 상대식 승강장 두 개가 조성되어 있는 구조다.
1983년 지하철 1호선이 산타 에울랄리아 역에서 한차례 연장되면서 처음으로 문을 열었다. 1987년까지 1호선의 시종착역이었다가 이후 아빙구다 카릴레트 역까지 연장되면서 일반역이 되었다. 한편으로 2016년과 2018년 두 차례에 걸쳐 9호선과 10호선의 남부 구간이 개통되면서 해당 승강장들도 영업에 들어갔고, 환승역이 되었다.
차후 토르토사 역에 로달리에스 데 카탈루냐 노선에서 루스피탈레트 데 류브레가트 역과 바르셀로나 산스 역 사이에 위치한 중간역이 생길 계획이 있다. 이렇게 되면 로달리에스 노선과의 환승 연계도 이뤄지게 된다.